# Аргентинское песо
Аргентинское пе́со (исп. peso argentino) — валюта государства Аргентина. Состоит из 100 сентаво. Код ISO 4217, сокращение ARS. В прошлом валюта Аргентины также носила название «песо», сейчас предыдущие выпуски песо имеют другие названия (песо национальной валюты, песо закона № 18188, аргентинский песо и др.). Современная валюта Аргентины была введена после отмены аустраля в 1992 году. Обменный курс песо колебался в районе 3 песо за доллар США с 2002 по 2008 годы, составлял около 4 песо с 2009 по 2011 год, на декабрь 2024 года равняется около 1020 песо за доллар. С целью удержать курс песо, происходили периодические закупки долларов США со стороны Центрального банка.

## История аргентинской валютной системы
В начале XX века аргентинское песо было одной из самых продаваемых валют в мире. В том же столетии аргентинская экономика переживала периоды тяжелого кризиса, и сменявшие друг друга правительства часто меняли денежную систему:
- Аргентинский реал (1813—1881), который стал первой валютой Аргентинской республики после провозглашения ею независимости в 1810 году. Испанские колониальные реалы использовались в Аргентине до 1813 года, когда Генеральная конституционная ассамблея постановила чеканить собственные монеты.
- Национальное песо-монеда (1881—1970), которое заменило аргентинский реал с обменным курсом 1:8.
- Песо-лей (1970—1983), который заменяет предыдущую валюту с обменным курсом 1:100.
- Аргентинское песо (1983—1985), которое заменяет предыдущую валюту с обменным курсом 1:10 000.
- Аустраль (1985—1991), который заменяет предыдущую валюту с обменным курсом 1:1000.
- Аргентинское песо (конвертируемое песо), с 1992 года и далее заменившее предыдущую валюту с обменным курсом 1:10 000. Он назывался «конвертируемым», поскольку до февраля 2002 года имел фиксированный обменный курс 1:1 с долларом США, новый песо эквивалентен примерно 10 000 000 000 000 национальному песо-монеда.

## Песо с 1992 года
История аргентинских валют, носивших название «песо» до 1992 года, изложена в статье «Аргентинские песо».
Песо, введённое в 1992 году, заменило аустраль по курсу 1 песо = 10 000 аустралей. Также был введён так называемый конвертируемый песо с курсом обмена, установленным Центральным банком в соотношении: 1 песо за 1 доллар США. Новый песо был примерно равен 10 триллионам песо «moneda nacional». После финансового кризиса 2001 года был нарушен фиксированный обменный курс.
11 января 2002 года аргентинское песо впервые поступило в свободную продажу после 11 лет привязки к доллару США.
С января 2002 года обменный курс колебался в пределах четырёх песо за один доллар США (то есть девальвация 75 %). Экспортный бум привёл к массовому притоку долларов США в аргентинскую экономику, что привело к стабилизации национальной валюты. Некоторое время спустя Центральный банк заявил о поддержке стратегии сохранения обменного курса в пределах от 2,90 до 3,10 песо за доллар США, в целях поддержания конкурентоспособности экспорта. При необходимости, Центральный банк печатает песо и покупает доллары на свободном рынке (иногда больших количествах, в порядке от 10 до 100 миллионов долларов США в день), чтобы защитить песо от инфляции, в хранилищах Центробанка скопилось 27 000 миллионов долларов США, несмотря на потраченные 9 810 млн долларов США в качестве платежа МВФ в январе 2006 года.
Если сравнить аргентинское песо с бразильским реалом, который был примерно на одном уровне с аргентинским песо до начала 2003 года, когда обе валюты обменивались три к одному доллару США, то реал оказался стабильней, чем песо, в связи с замедлением накопления Центробанком Бразилии долларовых резервов. На конец 2015 года реал стоит примерно 2,6 аргентинских песо.
С 17 декабря 2015 года аргентинское песо снова становится свободно конвертируемой валютой.

## Монеты
В 1992 году выпущены монеты в 1, 5, 10, 25 и 50 сентаво, 1 песо — в 1994 году. Монета 1 сентаво в 2001 году вышла из обращения.
Производство материалов.
1 сентаво в 1992—1997 чеканилась из алюминиевой бронзы, в 1997—2001 годах эта монета чеканилась из бронзы (97 % меди 3 % олова).

5 сентаво чеканилась из алюминиевой бронзы в 1992, 1993, 2004 и 2005 годах, а в 1993, 1994 и 1995 годах из мельхиора. С 2006 по 2010 года монета 5 сентаво чеканилась с латуневым покрытием.

10 сентаво чеканилась из алюминиевой бронзы в 1992, 1993, 1994, 2004, 2005 и 2006 годах, а в 2006, 2007, 2008, 2009 и 2010 чеканилась с латуневым покрытием.

25 сентаво чеканилась из алюминиевой бронзы в 1992—1993 годах, в 1993, 1994 и 1996 годах она была медно-никелевой. В 2009 и 2010 годах чеканилась из алюминиевой бронзы.

50 сентаво чеканилась из алюминиевой бронзы в 1992, 1993 и 1994 годах. В 2009 и 2010 годах, монета 50 сентаво чеканилась из алюминиевой бронзы.

1 песо чеканилась в 1994, 1995, 1996, 2006, 2007, 2008, 2009, 2010 и 2011. Состав монеты: кольцо — медно-никелевый сплав и центральная часть монеты из алюминиевой бронзы.

В 2010 году выпущены новые биметаллические монеты номиналом 2 песо, у которых медно-никелевое кольцо, и центр из алюминиевой бронзы. После того как в конце 2017 были выпущены в обращение монеты номиналом 1 и 5 песо с новой серии «Деревья Аргентины», а в конце 2018 и продолжение этой серии — монеты в 2 и 10 песо, то все монеты предыдущих выпусков вследствие инфляции постепенно изымаются из обращения в связи их ничтожной стоимостью, подчас меньше стоимости металла из которого они изготовлены вследствие инфляции.
|  |            |                        |                                          |      |     |      |                                                           |          |      |
|  | 1 сентаво  | 1992—1997              | Лавровый венок                           | 16,2 | 1,3 | 1,77 | алюминиевая бронза                                        | гладкий  | 1992 |
|  | 1 сентаво  | 1997—2001              | Лавровый венок                           | 16,2 | 1,3 | 1,77 | бронза                                                    | рубчатый | 1992 |
|  | 5 сентаво  | 1992, 2005             | Майское солнце                           | 17,2 | 1,3 | 2,25 | алюминиевая бронза                                        | рубчатый | 1992 |
|  | 5 сентаво  | 1993—1995              | Майское солнце                           | 17,2 | 1,3 | 2,25 | мельхиор                                                  | рубчатый | 1992 |
|  | 5 сентаво  | 2006—2010              | Майское солнце                           | 17,2 | 1,3 | 2,25 | сталь с латунным покрытием                                | гладкий  | 1992 |
|  | 10 сентаво | 1992—2006              | Герб Аргентины                           | 18,2 | 1,4 | 2,25 | алюминиевая бронза                                        | рубчатый | 1992 |
|  | 10 сентаво | 2006—2010              | Герб Аргентины                           | 18,2 | 1,4 | 2,25 | латунь                                                    | гладкий  | 1992 |
|  | 25 сентаво | 1992, 1993, 2009, 2010 | Ратуша Буэнос-Айреса                     | 24,2 | 1,8 | 6,10 | алюминиевая бронза                                        | рубчатый | 1992 |
|  | 25 сентаво | 1993—1996              | Ратуша Буэнос-Айреса                     | 24,2 | 1,8 | 6,10 | медно-никелевый сплав                                     | рубчатый | 1992 |
|  | 50 сентаво | 1992—1994, 2009, 2010  | Дом Тукуман                              | 25,2 | 1,8 | 5,80 | алюминиевая бронза                                        | рубчатый | 1992 |
|  | 1 песо     | 1994—2011              | Герб Соединённых провинций Южной Америки | 23   | 2,2 | 6,35 | кольцо — медно-никелевый сплав, диск — алюминиевая бронза | гладкий  | 1994 |
|  | 1 песо     | 2017—2020              | Деревья Аргентины                        | 20   | 1,7 | 4,3  | сталь с медным покрытием                                  | гладкий  | 2017 |
|  | 2 песо     | 2010—2016              | Майское солнце                           | 24,5 | 2,2 | 7,20 | кольцо — медно-никелевый сплав, диск — алюминиевая бронза | рубчатый | 2010 |
|  | 2 песо     | 2018                   | Деревья Аргентины                        | 21,5 | 2,1 | 5    | сталь с латунным покрытием                                | гладкий  | 2018 |
|  | 5 песо     | 2017—2020              | Деревья Аргентины                        | 23   | 2,2 | 7,3  | сталь с никелевым покрытием                               | гладкий  | 2017 |
|  | 10 песо    | 2018—2020              | Деревья Аргентины                        | 24,5 | 2,6 | 9    | латунь                                                    | рубчатый | 2018 |

### Памятные монеты
| Событие                                                             | Год                                | Номинал (в песо)                                                          |
| ------------------------------------------------------------------- | ---------------------------------- | ------------------------------------------------------------------------- |
| Национальный конституционный конвент                                | 1994                               | 2 и 5 песо (медно-никелевая), 2 и 5 песо (серебро), 25 и 50 песо (золото) |
| 50-летие ООН                                                        | 1995                               | 1 песо (серебро), 5 песо (золото)                                         |
| 50-летие ЮНИСЕФ                                                     | 1996                               | 50 сентаво и 1 песо                                                       |
| 50-летие женского избирательного права                              | 1997                               | 50 сентаво и 1 песо                                                       |
| Монета посвящённая Меркосур                                         | 1998                               | 50 сентаво и 1 песо                                                       |
| Столетие со дня рождения Хорхе Луиса Борхеса                        | 1999                               | 2 песо (медно-никелевая), 1 песо (серебро), 5 песо (золото)               |
| Монета посвящённая генералу Мартину Мигелю де Гуэмесу               | 2000                               | 50 сентаво и 5 песо (медь-золото)                                         |
| 150-летие со дня смерти генерала Хосе де Сан-Мартина                | 2000                               | 50 сентаво (алюминиевая бронза) и 5 песо (золото-медь)                    |
| 100-летие со дня основания города Комодоро-Ривадавия                | 2001                               | 5 песо (золото)                                                           |
| 200-летие со дня рождения генерала Хусто Хосе де Уркисы (1801—2001) | 2001                               | 1 песо (биметалл) и 5 песо (золото-медь)                                  |
| Чемпионат мира по футболу 2006 в Германии                           | 2004 и 2005                        | 5 песо (серебро) и 10 песо (золото)                                       |
| 50 лет со дня смерти Эвы Перон                                      | 2004                               | 2 песо (медноникелевая), 1 песо (серебро) и 5 песо (золото)               |
| 70-летие BCRA                                                       | 2005                               | 1 песо (серебро)                                                          |
| Латиноамериканская серия                                            | 1996, 1998, 2000, 2002, 2005, 2008 | 1 песо (серебро)                                                          |
| Защита прав человека, память, правда и справедливость               | 2006                               | 2 песо (серебро)                                                          |
| 25-я годовщина Фолклендской войны                                   | 2007                               | 2 песо (медно-никелевая)                                                  |
| 100-летие аргентинской нефтяной промышленности                      | 2007                               | 2 песо (медно-никелевая, серебро, золото)                                 |
| 60-летие Декларации прав человека                                   | 2008                               | 2 песо (медно-никелевая)                                                  |
| 75-летие BCRA                                                       | 2010                               | 2 песо (медно-никелевая), 5 песо (золото), 2 песо (серебро)               |
| Чемпионат мира по футболу 2010 в Южной Африке                       | 2010                               | 10 песо (золото), 5 песо (серебро)                                        |
| 30-я годовщина Фолклендской войны                                   | 2012                               | 2 песо Кольцо: Алюминиевая бронза, центр: Медно-никелевый                 |
| Чемпионат мира по футболу 2014 в Бразилии                           | 2013                               | 5 песо (серебро)                                                          |
| Международная монетная программа Fabulous 15 «Tango»                | 2013                               | 1 песо (серебро)                                                          |
| 200-летие первой отечественной валюты                               | 2013                               | 1 песо Кольцо: Алюминиевая бронза, центр: Медно-никелевый                 |
| Международная монетная программа Fabulous 15 «El payador»           | 2014                               | 5 песо (серебро)                                                          |
| 200-летие независимости Аргентины                                   | 2016                               | 2 песо Кольцо: Алюминиевая бронза, центр: Медно-никелевый                 |
| Чемпионат мира по футболу 2018 в России                             | 2018                               | 5 песо (серебро)                                                          |
| 200-летие со дня смерти генерала Мануэля Бельграно (1820—2020)      | 2020                               | 1 песо (серебро)                                                          |

| Номинал | Год выпуска       | Диаметр          | Вес            | Материал                                           | Материал                                           | Материал | Материал | Материал |
| 1 песо  | 2010              | 23 мм            | 6,35 г         | Кольцо: Медно-никелевое, центр: Алюминиевая бронза | Кольцо: Медно-никелевое, центр: Алюминиевая бронза |          |          |          |
| Аверс   | Реверс            | Реверс           | Реверс         | Реверс                                             | Реверс                                             |          |          |          |
| Аверс   | Пукара-де-Тилкара | Парк Эль-Пальмар | Мар-дель-Плата | Перито-Морено                                      | Аконкагуа                                          |          |          |          |

## Банкноты

### Банкноты образца 1992—1997 годов
| Серия 1992—1997 годов | Серия 1992—1997 годов | Серия 1992—1997 годов | Серия 1992—1997 годов | Серия 1992—1997 годов  | Серия 1992—1997 годов              | Серия 1992—1997 годов                   | Серия 1992—1997 годов | Серия 1992—1997 годов | Серия 1992—1997 годов |
| Изображение           | Изображение           | Номинал (песо)        | Размеры (мм)          | Основные цвета         | Описание                           | Описание                                | Даты                  | Даты                  | Даты                  |
| Лицевая сторона       | Оборотная сторона     | Номинал (песо)        | Размеры (мм)          | Основные цвета         | Лицевая сторона                    | Оборотная сторона                       | Введения              | Печати                | Изъятия               |
| --------------------- | --------------------- | --------------------- | --------------------- | ---------------------- | ---------------------------------- | --------------------------------------- | --------------------- | --------------------- | --------------------- |
|                       |                       | 1                     | 155×65                | розовый                | Портрет К. Пеллегрини              | Национальный конгресс Аргентины         | 2 января 1992         | 1992—1994             | 1 сентября 1995       |
|                       |                       | 2                     | 155×65                | синий, красный         | Портрет Б. Митре                   | Музей Б. Митре                          | 6 января 1992         | 1992—1997             |                       |
|                       |                       | 5                     | 155×65                | зелёный, фиолетовый    | Портрет Хосе де Сан-Мартин         | Фрагмент монумента славы в Мендосе      | 3 января 1992         | 1992—1997             |                       |
|                       |                       | 10                    | 155×65                | коричневый, зелёный    | Портрет Мануэля Бельграно          | Монумент Знамени в Росарио              | 3 января 1992         | 1992—1997             |                       |
|                       |                       | 20                    | 155×65                | красный, жёлтый        | Портрет Хуан Мануэль де Росас      | Морской бой при Облигадо                | 6 января 1992         | 1992—1997             |                       |
|                       |                       | 50                    | 155×65                | жёлтый, фиолетовый     | Портрет Доминго Фаустино Сармьенто | Здание правительства                    | 2 января 1992         | 1992—1997             | 11 июня 2001          |
|                       |                       | 100                   | 155×65                | фиолетовый, коричневый | Портрет Хулио Рока                 | Всадники, прибывшие на новые территории | 2 января 1992         | 1992—1997             | 11 июня 2001          |

### Банкноты образца 1997—2003 годов
|  |  | 2   | 155×65 | синий, красный         | Портрет Б. Митре                   | Музей Б. Митре                          | 6 января 1997  | 1997—2002 | 31 августа 2018 |
|  |  | 5   | 155×65 | зелёный, фиолетовый    | Портрет Хосе де Сан-Мартин         | Фрагмент монумента славы в Мендосе      | 22 июня 1998   | 1998—2003 | 30 июня 2022    |
|  |  | 10  | 155×65 | коричневый, зелёный    | Портрет Мануэля Бельграно          | Монумент Знамени в Росарио              | 14 января 1998 | 1998—2003 | В обращении     |
|  |  | 20  | 155×65 | красный, жёлтый        | Портрет Хуан Мануэль де Росас      | Морской бой при Облигадо                | 18 января 2000 | 2000—2003 | В обращении     |
|  |  | 50  | 155×65 | жёлтый, фиолетовый     | Портрет Доминго Фаустино Сармьенто | Здание правительства                    | 19 июля 1999   | 1999—2003 | В обращении     |
|  |  | 100 | 155×65 | фиолетовый, коричневый | Портрет Хулио Рока                 | Всадники, прибывшие на новые территории | 3 декабря 1999 | 1999—2003 | В обращении     |

### Проекты дизайна новых банкнот
В 2008 году в конгресс Аргентины было представлено несколько проектов новых банкнот, которые по замыслу их создателей должны были заменить действующие банкноты в обращении. Один из них, депутат от Буэнос-Айреса, г-н Рой Кортина (Социалистическая партия) и его единомышленник Клаудио Моргаду (Фронт победы), подняли вопрос о замене портрета Бартоломе Митре на изображение Эвы Перон на банкноте 2 песо и замене изображения Хуана Мануэля де Росаса на изображение Мариано Морено на банкноте 20 песо, также замене изображений на других банкнотах, таких, как 50 песо, на которой планом было предусмотрено изображение Мануэля Бельграно, 10 песо, на которой планировалось изображение Хуана Мануэля де Росаса, и 100 песо, для которой авторы предусмотрели изображение Хосе де Сан-Мартина.
Ещё один проект представила депутат Сесилия Мерхан (от Кордовы), которая предложила заменить портрет Хулио Рока на портрет Хуана Азардуи на банкноте в 100 песо. Хуан Азардуи – революционер из Верхнего Перу, который участвовал в войне за независимость.
Выслушав все предложения, Монетный двор Аргентины 20 сентября 2012 года выпустил в обращение банкноту в 100 песо с портретом Эвы Перон, тираж банкноты составил 20 млн. банкнот.

### Банкноты образца 2002—2003 годов
| Серия 2002—2003 годов | Серия 2002—2003 годов | Серия 2002—2003 годов | Серия 2002—2003 годов | Серия 2002—2003 годов  | Серия 2002—2003 годов              | Серия 2002—2003 годов                   | Серия 2002—2003 годов | Серия 2002—2003 годов |
| Изображение           | Изображение           | Номинал (песо)        | Размеры (мм)          | Основные цвета         | Описание                           | Описание                                | Даты                  | Даты                  |
| Лицевая сторона       | Оборотная сторона     | Номинал (песо)        | Размеры (мм)          | Основные цвета         | Лицевая сторона                    | Оборотная сторона                       | Печати                | Изъятия               |
| --------------------- | --------------------- | --------------------- | --------------------- | ---------------------- | ---------------------------------- | --------------------------------------- | --------------------- | --------------------- |
|                       |                       | 2                     | 155×65                | синий, красный         | Портрет Б. Митре                   | Музей Б. Митре                          | 2002—2014             | 31 августа 2018       |
|                       |                       | 5                     | 155×65                | зелёный, фиолетовый    | Портрет Хосе де Сан-Мартин         | Фрагмент монумента славы в Мендосе      | 2003—2015             | 30 июня 2022          |
|                       |                       | 10                    | 155×65                | коричневый, зелёный    | Портрет Мануэля Бельграно          | Монумент Знамени в Росарио              | 2003—2014             | В обращении           |
|                       |                       | 20                    | 155×65                | красный, жёлтый        | Портрет Хуан Мануэль де Росас      | Морской бой при Облигадо                | 2003—2018             | В обращении           |
|                       |                       | 50                    | 155×65                | жёлтый, фиолетовый     | Портрет Доминго Фаустино Сармьенто | Здание правительства                    | 2003—2014             | В обращении           |
|                       |                       | 100                   | 155×65                | фиолетовый, коричневый | Портрет Хулио Рока                 | Всадники, прибывшие на новые территории | 2003—2013             | В обращении           |

### Банкноты образца 2012—2016 годов
| Серия 2012—2016 годов | Серия 2012—2016 годов | Серия 2012—2016 годов | Серия 2012—2016 годов | Серия 2012—2016 годов | Серия 2012—2016 годов              | Серия 2012—2016 годов | Серия 2012—2016 годов | Серия 2012—2016 годов | Серия 2012—2016 годов |
| Изображение           | Изображение           | Номинал (песо)        | Размеры (мм)          | Основные цвета        | Описание                           | Описание | Даты                  | Даты                  | Даты                  |
| Лицевая сторона       | Оборотная сторона     | Номинал (песо)        | Размеры (мм)          | Основные цвета        | Лицевая сторона                    | Оборотная сторона | Введения              | Печати                | Изъятия               |
| --------------------- | --------------------- | --------------------- | --------------------- | --------------------- | ---------------------------------- | --- | --------------------- | --------------------- | --------------------- |
|                       |                       | 5                     | 155×65                | сине-зелёный          | Портрет Хосе Де Сан-Мартина        | Известные борцы за свободу стран Южной Америки | 10 января 2015        | 2015                  | 28 февраля 2022       |
|                       |                       | 10                    | 155×65                | коричневый            | Портрет Генерала Мануэля Бельграно | Хуана Азурдуй де Падилья и Мануэль Бельграно верхом на лошадях с мечами, поднятыми к новому флагу, 27 февраля 1812 года, вдоль реки Парана.                                                                              | 4 апреля 2016         | 2016                  | В обращении           |
|                       |                       | 50                    | 155×65                | голубой               | Фоклендские острова                | Гаучо Антонио Риверо с аргентинским флагом, пейзаж и кладбище Дарвин (аргентинское кладбище на Фолклендских островах), крейсер «генерал Бельграно» (потоплен Королевским флотом во время Фолклендской войны, 02.05.1982) | 3 февраля 2015        | 2015                  | В обращении           |
|                       |                       | 100                   | 155×65                | розовый               | Портрет Марии Эвы Дуарте де Перон  | Рельеф на «Алтарь мира Aвгуста» (Altar of Peace of Augustus) в Риме | 20 сентября 2012      | 2012—2017             | В обращении           |

### Банкноты образца 2016—2018 годов
15 января 2016 года Центральный банк Аргентинской Республики объявил о планах ввести новую серию банкнот. Темами новой серии будут местная аргентинская фауна и различные регионы страны. На аверсе каждой банкноты изображено типичное животное региона, а на реверсе — характерная среда обитания.
Кроме этого Центробанк Аргентины введёт банкноты большего номинала 200, 500 песо и 1000 песо.
Внедрение бумажных денег более высокого номинала является практической необходимостью для улучшения функционирования банкоматов и снижения затрат на перевод наличных. 
В 2016 году в оборот поступили новые банкноты номиналом 500 и 200 песо, в 2017 году — 20 и 1000 песо и в 2018 году — 50 и 100 песо.
В апреле 2020 года было объявлено о планах выпустить банкноту номиналом 5000 песо.
В 2021 году был утверждён дизайн банкноты, однако точная дата её выпуска не указана.
| Серия 2016—2018 года | Серия 2016—2018 года | Серия 2016—2018 года | Серия 2016—2018 года | Серия 2016—2018 года | Серия 2016—2018 года | Серия 2016—2018 года | Серия 2016—2018 года | Серия 2016—2018 года |
| Изображение          | Изображение          | Номинал (песо)       | Размеры (мм)         | Основные цвета       | Описание             | Описание             | Даты                 | Даты                 |
| Лицевая сторона      | Оборотная сторона    | Номинал (песо)       | Размеры (мм)         | Основные цвета       | Лицевая сторона      | Оборотная сторона    | Введения             | Печати               |
| -------------------- | -------------------- | -------------------- | -------------------- | -------------------- | -------------------- | -------------------- | -------------------- | -------------------- |
|                      |                      | 20                   | 155×65               | красный              | Гуанако              | Патагонская пустыня  | 3 октября 2017       | 2017—2020            |
|                      |                      | 50                   | 155×65               | серый                | Андский кондор       | Аконкагуа            | 15 августа 2018      | 2018—2020            |
|                      |                      | 100                  | 155×65               | фиолетовый           | Перуанский олень     | Сьерра-де-Фаматина   | 18 декабря 2018      | 2018—2019            |
|                      |                      | 200                  | 155×65               | синий                | Южный гладкий кит    | Полуостров Вальдес   | 26 октября 2016      | 2016—2021            |
|                      |                      | 500                  | 155×65               | зелёный              | Ягуар                | Юнга                 | 30 июня 2016         | 2016—2021            |
|                      |                      | 1000                 | 155×65               | жёлтый               | Настоящий печник     | Пампа                | 30 ноября 2017       | 2017—2022            |

### Банкноты образца 2022 года
23 мая 2022 года Центральный банк Аргентины объявил о выпуске новой серии банкнот номиналом 100, 200, 500 и 1000 песо, заменив животные мотивы из серии 2016 года на изображения аргентинских исторических деятелей и событий при сохранении цветовой схемы, которая будет выпущена в течение следующих шести месяцев.
В ходе официальной презентации Центробанк Аргентины представил новое семейство банкнот, получивших горизонтальную ориентацию.
На лицевой стороне банкнот изображены известные исторические личности и национальные герои Аргентины — бывшая первая леди Эвита Перон (100 песо), каудильо Мартин Мигель де Гуэмес с национальной героиней Хуаной Асурдуй де Падилья (200 песо), адвокат и генерал Мануэль Бельграно с аргентинкой африканского происхождения, сержантом-майором Марией Ремедиос дель Валле (500 песо), протектор Перу Хосе де Сан-Мартин (1000 песо).
Оборотная сторона четырех новых купюр Аргентины посвящена знаковым событиям в истории страны. В частности, представлена фотография Эвиты Перон с женщинами-избирателями, показан переход армии генерала Сан-Мартина через Анды и т.д.
В марте 2023 года была выпущена банкнота в 2000 песо, на которой были изображены Институт Мальбрана и врачи-новаторы Рамон Каррильо и Сесилия Грирсон. Она использует дизайн и пластины, первоначально предназначенные для банкноты в 5000 песо, описанной в мае 2020 года. Новая банкнота в 2000 песо была введена в обращение 22 мая 2023 года.
С 15 июля 2023 года начат выпуск в обращение банкнот номиналом 1000 песо образца 2022 года, на лицевой стороне изображен национальный герой Аргентины генерал Хосе де Сан-Мартин .
5 августа 2023 года Центральный банк Аргентинской Республики объявил о том, что в ближайшее время планирует начать эмиссию денежных знаков номиналом 200 песо.
В декабре 2023 года президент Аргентины Хавьер Милей сообщил, что из-за высокой инфляции в стране будут выпущены купюры номиналом в 20 000 и 50 000 песо.
11 января 2024 года Центральный банк объявил, что к июню 2024 года выпустит банкноты номиналом 10 000 и 20 000 песо. Для этого для банкноты номиналом 10 000 песо будет использован дизайн, который был разработан для банкноты номиналом 500 песо.
13 апреля 2024 года Центральный банк Аргентинской Республики объявил, что выпуск аргентинских купюр крупных номиналов пройдет в несколько этапов. Новые банкноты в 10 000 песо начнут обращаться в экономике в три этапа в течение мая, июня и июля нынешнего года, тогда как банкноты в 20 000 песо появятся в наличном денежном обращении только к концу 2024 года.
В начале мая 2024 года Центральный банк Аргентинской Республики выпустил в обращение новую банкноту номиналом в 10 000 песо с тем же дизайном, который изначально предназначался для невыпущенной банкноты в 500 песо, представленной двумя годами ранее. На лицевой стороне банкноты изображены национальные герои Аргентины Мануэль Бельграно и Мария Ремедиос дель Валле, а на оборотной – сцена первого поднятия аргентинского флага, состоявшееся 27 февраля 1812 года.
13 ноября 2024 года Центральный банк Аргентины выпустил в обращение банкноту номиналом 20 000 песо с изображением.
Примечательно, что ряд оппозиционных депутатов аргентинского парламента уже требуют проведения деноминации и удаления двух нулей.
| Серия 2022 года | Серия 2022 года   | Серия 2022 года | Серия 2022 года | Серия 2022 года | Серия 2022 года                                   | Серия 2022 года                                                        | Серия 2022 года | Серия 2022 года |
| Изображение     | Изображение       | Номинал (песо)  | Размеры (мм)    | Основные цвета  | Описание                                          | Описание                                                               | Даты            | Даты            |
| Лицевая сторона | Оборотная сторона | Номинал (песо)  | Размеры (мм)    | Основные цвета  | Лицевая сторона                                   | Оборотная сторона                                                      | Введения        | Печати          |
| --------------- | ----------------- | --------------- | --------------- | --------------- | ------------------------------------------------- | ---------------------------------------------------------------------- | --------------- | --------------- |
|                 |                   | 100             | 155×65          | фиолетовый      | Эва Перон                                         | Распространение избирательного права на женщин в Аргентине в 1947 году | Не выпущены     |                 |
|                 |                   | 200             | 155×65          | синий           | Мартин Мигель де Гуэмес, Хуана Асурдуй де Падилья | Гаучо, солдаты на лошадях                                              | Не выпущены     |                 |
|                 |                   | 500             | 155×65          | зелёный         | Мануэль Бельграно, Мария Ремедиос дель Валье      | Солдаты присягают на верность аргентинскому флагу в 1812 году          | Не выпущены     |                 |
|                 |                   | 1000            | 155×65          | жёлтый          | Хосе де Сан-Мартин                                | Переход через Анды                                                     | 15 июля 2023    | 2023            |
|                 |                   | 2000            | 155×65          | розовый         | Рамон Каррильо, Сесилия Грирсон                   | Институт Мальбрана                                                     | 22 мая 2023     | 2023            |
|                 |                   | 10 000          | 155×65          | бирюзовый       | Мануэль Бельграно, Мария Ремедиос дель Валье      | Солдаты присягают на верность аргентинскому флагу в 1812 году          | 7 мая 2024      | 2024            |
|                 |                   | 20 000          | 155×65          | синий           | Хуан Баутиста Альберди                            | Место рождения Хуана Баутисты Альберди, Сан-Мигель-де-Тукуман          | 13 ноября 2024  | 2024            |

## Режим валютного курса
В последние годы аргентинское песо значительно упало в цене. В октябре 2020 года неофициальный курс аргентинского песо к доллару достиг 195 песо, а инфляция с 2017 года находится выше 20 %. Официальный курс к доллару США в период с 2002 по 2008 год был около 3 песо за доллар. В период с 2009 по 2015 годы курс доллара вырос до 6 песо, а уже в 2015 году достиг 10 песо. В августе 2019 года курс доллара достиг 60 песо, что в свою очередь было спровоцировано президентскими выборами в Аргентине в 2019 году. По состоянию на начало июня 2021 года курс доллара выше 90 песо.
Во многом из-за высокой инфляции в феврале 2023 года объявлено о планах выпустить банкноту номиналом 2000 песо (она была выпущена 7 апреля). При существующем курсе купюры не будет превышать 11 долларов США. 13 декабря 2023 года власти Аргентины решили девальвировать курс песо на 54 %, до 800 песо за доллар. В дальнейшем аргентинский центробанк планирует ежемесячно девальвировать песо на 2 %. Это привело к тому, что самая большая купюра (в 2000 песо) обесценилась в более чем четыре раза за менее чем один год, достигнув 2,5 $ (по курсу).